# Agave nizandensis
Agave nizandensis là một loài thực vật có hoa trong họ Măng tây. Loài này được Cutak mô tả khoa học đầu tiên năm 1951.